# Перфецький Євген Ромуальдович
Євген Ромуальдович Перфецький (5 листопада 1882, м. Коломия — 30 серпня 1936, м. Львів) — український правознавець, скрипаль, педагог. Один із перших українських професійних скрипалів у Галичині.

## Біографічні відомості
Закінчив гімназію в Коломиї. Вивчав право у Львівському та Віденському університетах, після закінчення навчання працював ад'юнктом, згодом — радником в Крайовому виділі у Львові (до листопада 1918).
З раннього віку навчався гри на скрипці: в музичній школі імені С. Монюшка в Коломиї (викладачі А. Вронський, Й. Шнабль), консерваторії у Відні (професор Ю. Ствертка), яку закінчив у 1906 році.
Під час проживання у Відні в 1914—15 рр. вдосконалював свою майстерність у професора О. Шевчіка.
Від 1908 р. одночасно працював у Вищому музичному інституті імені М. Лисенка у Львові як скрипаль-виконавець, а з наступного року і як педагог по класу скрипки, до кінця життя був його професором. Вважав за необхідне оновлювати навчальні плани, додаючи твори сучасних композиторів, системно опановувати техніки гри на скрипці.
Займався концертною діяльністю: виступав переважно в камерно-інструментальних ансамблях, зокрема в дуеті або в складі тріо з композитором і піаністом В. Барвінським, у дуетах з піаністами С. Дністрянською, О. Ціпановською, Б. Дрималиком, рідним братом та іншими. Давав сольні концерти, був співвиконавцем на різних музичних заходах, виступах колективів «Бояна» у Львові, Коломиї, Станіславі, Стрию та інших містах Галичини, а також у Чернівцях, Перемишлі, Кракові, Відні.
Деякий час входив як скрипаль до оркестрової групи Львівського міського театру. Член Музичного товариства імені М. Лисенка, член-співзасновник Союзу українських професійних музик (1934).
Серед учнів — Р. Криштальський, Р. Придаткевич.